# 李林盛
李林盛（？—1714年），漢軍正黃旗人，清朝軍事將領。
李林盛於順治三年（1646年）襲雲騎尉。順治七年（1650年），授騎都尉。順治十五年（1658年），隨信郡王多尼出征雲南。康熙元年（1662年），任佐領。康熙十一年（1672年），任參領。康熙十八年（1679年），升任山東登州鎮總兵。康熙二十三年（1684年），升任廣西提督。康熙三十七年（1698年），改任陝西固原提督，加右都督，賜花翎。康熙四十年（1701年），改任甘肅提督。康熙四十七年（1708年），改任鑲紅旗漢軍都統。康熙五十二年（1713年），以原官致仕。
李林盛有堂兄李林隆。